# Октябрьский (Аксайский район)
Октя́брьский — посёлок в Аксайском районе Ростовской области.
Входит в состав Щепкинского сельского поселения, являясь его административным центром.

## География
Посёлок Октябрьский находится в тридцати километрах от города Ростов-на-Дону и связан с ним асфальтированной дорогой. Расположен в 25 км (по дорогам) севернее районного центра — города Аксай.
Территория поселка расположена на Приазовской равнине, занимающей узкую полоску между Донецким кряжем на севере и Азовским морем и низовьем Дона на юге. Рельеф территории поселка «Октябрьский» представляет собой водораздел между реками Дон и Тузлов. Поверхность землепользования поселка представляет широковолнистую степную равнину, расчлененную многочисленными балками.
Рядом с посёлком проходит граница с Родионово-Несветайским районом области.

### Улицы
| - ул. Восточная - ул. Высоцкого - ул. Гагарина, - ул. Горького - ул. Зелёная - ул. Котовского, - ул. Ленина, | - ул. Молодёжная, - ул. Новая - ул. Новоселов, - ул. Производственная, - ул. Прудная, - ул. Редкозубова, - ул. Садовая, | - ул. Северная, - ул. Советская, - ул. Солнечная, - ул. Степная, - ул. Школьная, - ул. Южная, - ул. Ясная. |

## История
История посёлка «Октябрьский» начинается с 1928 года, когда в 5 км от хутора Щепкин и 3 км от хутора Красный Петр Федорович Редкозубов с товарищами организовывают коммуну «Красный партизан». Поселение получило название в честь своего основателя. В 1919 -1920 гг. Редкозубов воевал в Сибири против Колчака в качестве партизана. Чуть позже, когда оформилось коневодческое направление хозяйства, она стала именоваться именем первого красного кавалериста маршала К.Е.Ворошилова – коммуна имени Ворошилова. В 1936 году коммуна была реорганизована в колхоз им. Ворошилова. Позднее колхоз назывался совхоз техникум «Октябрьский» вплоть до 1992 года.
В 1958 году указом Президиума Верховного Совета РСФСР хутор Ворошилово переименован в хутор Октябрьский.

## Население
| 1989 | 2002  | 2010  |
| ---- | ----- | ----- |
| 1421 | ↗1968 | ↗2345 |

## Достопримечательности
Поблизости от территории посёлка Октябрьский расположено несколько достопримечательностей — памятников археологии. Они охраняются законом согласно Решению Малого Совета облсовета № 301 от 18 ноября 1992 года, местная категория охраны.
- Курганный могильник «Октябрьский-2» — памятник археологии, расположен на 1 километр севернее хутора Октябрьский[5].
- Курганный могильник «Октябрьский-3» располагается на 1,5 километров западнее хутора Октябрьский[6].
- Курганный могильник «Октябрьский-4» — археологический памятник, территория которого расположена на 0,4 километра северо-западнее хутора Октябрьский[7].
- Курганный могильник «Октябрьский-5» — археологический памятник, который располагается на расстоянии 1,8 километров западнее хутора Октябрьский[8].
- Курганная группа «Каменнобродский» — памятник археологии, расположенный на расстоянии 2,1 километра на юг от хутора Октябрьский[9].
- Курганный могильник «Октябрьский-1». Объект, который является памятником археологии. Располагается на расстоянии 600 метров юго-западнее, чем хутор Октябрьский[10].
- Курганный могильник «Красный-3». Памятник археологии. Расположен на 3,2 километра на восток-северо-восток от хутора Октябрьский. Его территория находится на гребне между двумя балками Бунина и Камышеваха[11].
- Курганный могильник «Большая Камышеваха-4» — памятник археологии. Его территория расположена на 3,6 километров восточнее, чем хутор Октябрьский[12].
- Курганный могильник «Октябрьский — 6». Территория памятника археологии находится в 4 километрах на запад от территории хутора[13].